# Voto di obbedienza
Il voto di obbedienza, nella Chiesa cattolica, è la scelta volontaria di rimettere le proprie decisioni al giudizio di un superiore, confermando il tutto con voto a Dio; è uno dei tre Consigli evangelici.
Normalmente chi emette voto di obbedienza professa ugualmente il voto di povertà ed il voto di castità.

## Fondamento
Da "Perfectae caritatis" n. 13 del Concilio Vaticano II:
b) povertà
13. La povertà volontariamente abbracciata per mettersi alla sequela di Cristo, di cui oggi specialmente essa è un segno molto apprezzato, sia coltivata diligentemente dai religiosi e, se sarà necessario, si trovino nuove forme per esprimerla. Per mezzo di essa si partecipa alla povertà di Cristo, il quale da ricco che era si fece povero per amore nostro, allo scopo di farci ricchi con la sua povertà (cfr. 2 Cor 8,9; Mt 8,20). Per quanto riguarda la povertà religiosa, non basta dipendere dai superiori nell'uso dei beni, ma occorre che i religiosi siano poveri effettivamente e in spirito, avendo il loro tesoro in cielo (cfr. Mt 6,20). Nel loro ufficio sentano di obbedire alla comune legge del lavoro, e mentre in tal modo si procurano i mezzi necessari al loro sostentamento e alle loro opere, allontanino da sé ogni eccessiva preoccupazione e si affidino alla Provvidenza del Padre celeste (cfr. Mt 6,25).
Le congregazioni religiose nelle loro costituzioni possono permettere che i loro membri rinuncino ai beni patrimoniali acquistati o da acquistarsi. Gli istituti stessi, tenendo conto delle condizioni dei singoli luoghi, cerchino di dare in qualche modo una testimonianza collettiva della povertà, e volentieri destinino qualche parte dei loro beni alle altre necessità della Chiesa e al sostentamento dei poveri, che i religiosi tutti devono amare nelle viscere di Cristo.

## Storia del voto di obbedienza
I Vangeli ci presentano la figura di Gesù Cristo obbediente al volere del Padre celeste. Per esempio, dice Gesù:
San Paolo, parlando sempre di Gesù, lo descrive:
Nei secoli dopo Cristo, i cristiani hanno sempre cercato di seguire il suo esempio ed insegnamento anche riguardo all'obbedienza.
Gli eremiti dei primi secoli non erano nella condizione di esercitarsi nell'obbedienza, tuttavia era già prevista una certa docilità nel mettersi alla scuola di un monaco più anziano. San Cipriano nella sua lettera "De abitu virginum" scrive che a Roma le vergini sono solite mettersi sotto la guida di vergini più anziane. L'obbedienza veniva vista quindi come una specie di formazione.
In seguito, al tempo di san Benedetto con l'organizzarsi della vita religiosa, anche in forma comunitaria, è risultato importante obbedire ad un superiore. Per questo il voto di obbedienza ha acquistato una importanza maggiore.
Infine san Tommaso d'Aquino, nella "Summa Theologiae" indica il voto di obbedienza come il capo dei voti religiosi.